# Polityka
Polityka (pronunție în poloneză [pɔˈlitɨka] , Politica) este o revistă de știri săptămânală de centru-stânga din Polonia. Cu un tiraj de 200.050 de exemplare (în aprilie 2011), a fost cea mai bine vândută revistă săptămânală din Polonia, în fața ediției poloneze a revistei Newsweek, Newsweek Polska și a revistei  Wprost. Polityka are un profil ușor intelectual, social liberal care se deosebește de stilul mai conservator al revistei Wprost sau de abordarea mai cosmetică a revistei Newsweek Polska. Printre redactorii importanți și colaboratori permanenți s-au numărat Adam Krzemiński, Janina Paradowska, Daniel Passent, Ludwik Stomma, Adam Szostkiewicz, Jacek Żakowski, Ryszard Kapuściński, Jerzy Urban și Krzysztof Zanussi.

## Istoric și profil
Fondată în 1957, după ce stalinismul n-a mai avut o influență mare în Polonia, Polityka și-a dezvoltat încet o reputație pentru jurnalismul ei moderat critic, promovând un model de gândire economic cu toate că a rămas mereu în limitele impuse de comunism, care cenzura tot presa în continuu. În special, Polityka  a fost lansată pentru a înlocui revista Po prostu (1947–1957) care avea un limbaj mai radical. 
Primul redactor-șef de la Polityka a fost Stefan Żółkiewski care a ocupat funcția din 1957 până în 1958. Mieczysław Rakowski a ocupat cel mai mult timp postul de redactor în perioada 1958-1982, mai întâi ca adjunct și apoi ca redactor-șef. El a fost cel care avea să devină ultimul prim-secretar al Partidului Muncitoresc Unit Polonez, ultimul prim-ministru comunist al Poloniei și care, în cele din urmă, va supraveghea lichidarea guvernării comuniste în Polonia în 1989. Polityka a susținut discuțiile de la masa rotundă, care s-au încheiat cu un acord de organizare a alegerilor libere, care ar fi dus la sfârșitul pașnic al guvernării comuniste în Polonia. Revista a obținut un renume în 1961, când a tipărit cinci părți din memoriile lui Adolf Eichmann care au fost furate și care i-au fost date de anti-naziști (singura altă revistă care a achiziționat fragmente din aceste memorii a fost Life). Revista a atras o considerație a Ministerului sovietic al afacerilor externe în 1983, după ce și-a exprimat o viziune favorabilă asupra pluralismului politic.
Jan Bijak a devenit redactor-șef al revistei în 1982 și a ocupat funcția până în 1994.
După căderea comunismului în 1989, Polityka a continuat să joace un rol influent ca parte a noii prese libere a Poloniei. În 1990, echipa de la Polityka a părăsit editorul de stat RSW Prasa-Książka-Ruch cu drepturi de autor asupra titlului și a înființat o cooperativă independentă numită „Polityka” - Spółdzielnia Pracy. O astfel de cooperativă editorială este unică în presa poloneză. Din 1994, editorul Polityka a fost Jerzy Baczyński. În 1995, formatul a fost schimbat de la cel mare al unui ziar (broadsheet) la cel al unei reviste color standard, care are peste 100 de pagini în fiecare număr.

## Tiraj
În 2001, Polityka a avut un tiraj de 245.000 de exemplare. Tirajul revistei a fost de 143.089 exemplare în 2010 și de 133.324 exemplare în 2011. Au fost 124.761 de exemplare în 2012.  În august 2014, împreună cu ediția electronică tirajul a fost de 127.732de exemplare.

## Premii
Din 1959, Polityka  a acordat premiul pentru istorie (pentru cea mai bună carte de istorie a anului) și, din 1993, un premiu anual pentru arte, Paszport Polityki. De la sfârșitul anilor 1990, a finanțat și burse pentru tineri oameni de știință. 